# (34423) 2000 SF20
2000 SF20 (asteroide 34423) é um asteroide da cintura principal. Possui uma excentricidade de 0.16113530 e uma inclinação de 10.44402º.
Este asteroide foi descoberto no dia 23 de setembro de 2000 por LINEAR em Socorro.